# Monchy-Breton
Monchy-Breton là một xã trong tỉnh Pas-de-Calais, vùng Hauts-de-France, Pháp. 
Dân số năm 2006 là 413 người.
Monchy-Breton có cự ly 11 dặm (18 km) về phía tây bắc Arras, trên giao lộ D77 và D86.

## Dân số
| 1962                                                              | 1968 | 1975 | 1982 | 1990 | 1999 | 2006 |
| ----------------------------------------------------------------- | ---- | ---- | ---- | ---- | ---- | ---- |
| 353                                                               | 390  | 352  | 351  | 388  | 389  | 413  |
| Số liệu điều tra dân số tính từ năm 1962, dân số chỉ tính một lần |      |      |      |      |      |      |